# Corr na Mona
Cornamona (nome ufficiale in gaelico: Corr na Móna) è un villaggio irlandese della contea di Galway e della provincia di Connacht. Fa parte del Gaeltacht, l'insieme delle terre a madre lingua gaelica, dal momento che l'idioma della zona a Nord del Connemara risulta essere la lingua principale del villaggio stesso.
Situato a Nord del Lough Corrib, Cornamona è molto popolare tra i pescatori di trote e salmoni.
Situato al centro delle Joyce Country Mountains e del Lake district, il paesino è rinomato come uno dei centri abitati con lo scenario più spettacolare dell'intera isola.
A Cornamona risiede il famoso membro del Teachta Dála, Éamon Ó Cuív, attualmente ministro della comunità, degli affari rurali e del Gaeltacht.